# Смиків (Шептицький район)
Сми́ків — село в Україні, у Сокальській міській територіальній громаді Шептицького району Львівської області. Населення становить 200 осіб (2001).

## Загальна інформація
Село Смиків віддалене від міста Сокаль на 20 км та від обласного центру м. Львів на 105 км.

## Історія
Населені пункти Смиківської сільської ради передані 19 січня 1961 року зі складу Горохівського району Волинської області до складу Сокальського району Львівської області. Села розташовані в північно-західній частині Львівської області і в східній частині Сокальського району.
В селі діяв дитячий садок.